# Zoysia tenuifolia
Classification APG III (2009)
Espèce
Zoysia tenuifolia est une espèce de plante herbacée de la famille des Poaceae, originaire d’Asie et des Mascareignes, aussi appelée "Gazon des Mascareignes", "Korean Velvet Grass", (Gazon de Velours Coréen),  "No Mow Grass" (Gazon Sans Tonte), "Gazon chinois" ou "Gazon africain".  Du genre Zoysia, l'espèce présente un intérêt particulier pour ses caractéristiques de résistance à la sècheresse, aux fortes chaleurs, au piétinement, aux maladies, à l'ombre, au sel et au chlore, qui en font une espèce appréciée pour les gazons. Si elle dispose des conditions climatiques nécessaires (chaleur, lumière), Zoysia tenuifolia peut pousser sur une très large variété de sols : argileux à sableux, et même recouvrir des rochers.

## Spécificités
C’est une graminée qui ne se reproduit pas par semences puisqu'elle ne produit pas de graine. Elle se trouve majoritairement en godets et quelques entreprises se sont spécialisées dans la distribution gazon en plaques et en rouleaux "prêt-à-poser".
Contrairement aux godets qui doivent coloniser le terrain, les plaques et rouleaux assurent une couverture totale et un résultat net dès les premiers jours. Le processus permettant la production des plaques et rouleaux est breveté et unique au monde.

## Caractéristiques
Zoysia tenuifolia s'adapte en zones sèches mais aussi dans les zones tempérées. Elle a une bonne résistance au piétinement et une bonne tenue en bord de mer ou en zones soumises aux embruns. Elle accepte les sols salés et l’eau légèrement saumâtre (salée).
Zoysia tenuifolia consomme peu d'eau. Il permet une économie de plus de 50 % par rapport à un gazon traditionnel à partir de la deuxième année d'implantation. Zoysia Tenuifolia possède un très grande résistance au piétinement grâce notamment à ses racines en rhizomes (racines souterraines) ce qui en fait un couvre sol remplaçant du gazon "classique" et est souvent qualifié de gazon sans arrosage ou sans tonte.
Doué d'une croissance extrêmement lente, Zoysia tenuifolia ne se tond presque pas lorsqu'il est installé en espace vert (jardin, parc public…) le piétinement limitant sa croissance.
Très recherché pour ses qualités écologiques (moins de traitements chimiques, économies d'eau) et économiques, il démontre aussi d'évidentes qualités esthétiques: finesse de brin, densité, couleur verte profonde, toucher soyeux, confortable à la marche…
Ces qualités font que ce gazon est adapté pour de nombreux usages: espaces verts, jardins à thème, toits et murs végétaux, terrains de sport, golf… 

### Comportement hivernal
Il est à noter que le Zoysia tenuifolia observe une période de dormance dès que la température descend en deçà des 10 °C perdant progressivement sa couleur verte au profit d'une teinte plus jaune puis retrouvant logiquement sa couleur initiale dès cette même température dépassée.
Cette période est généralement courte dans les régions méditerranéennes (janvier à mars) et dans les régions côtières.
À l'intérieur des terres, le phénomène peut être plus prononcé allant jusqu'au dessèchement total ou partiel n'entraînant néanmoins pas la mort du Zoysia. En effet, la sève descend des feuilles jusqu'à ne plus les irriguer pour rester dans le système racinaire et ainsi être à l’abri de températures trop froides.
Dans des cas d'excès d'eau, on peut observer un pourrissement du Zoysia tenuifolia, il est rare de le trouver à l'état naturel en zones humides. Pour son implantation en jardin, le sol se devra donc d'être drainant.
Observatoire des Tendances du Jardin - Carnet#10 - 2012

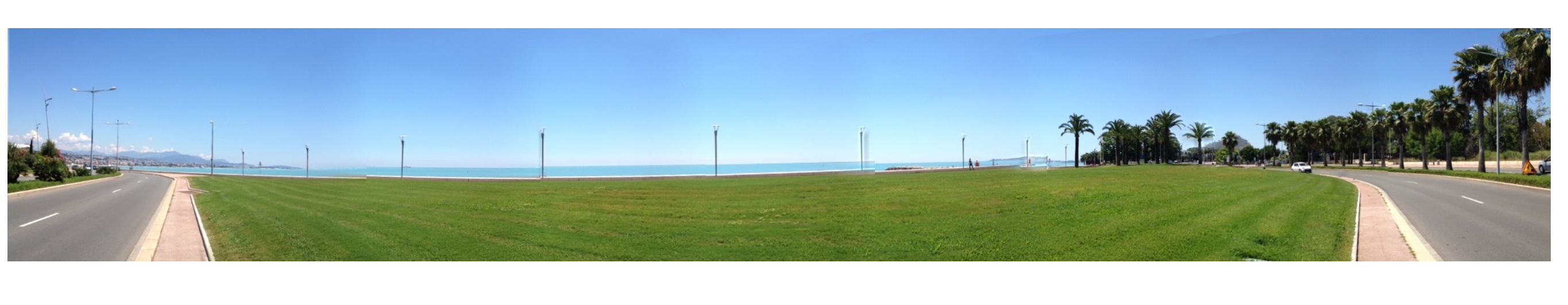
Panoramique esplanade Cagnes-sur-Mer, Alpes maritimes

## Galerie

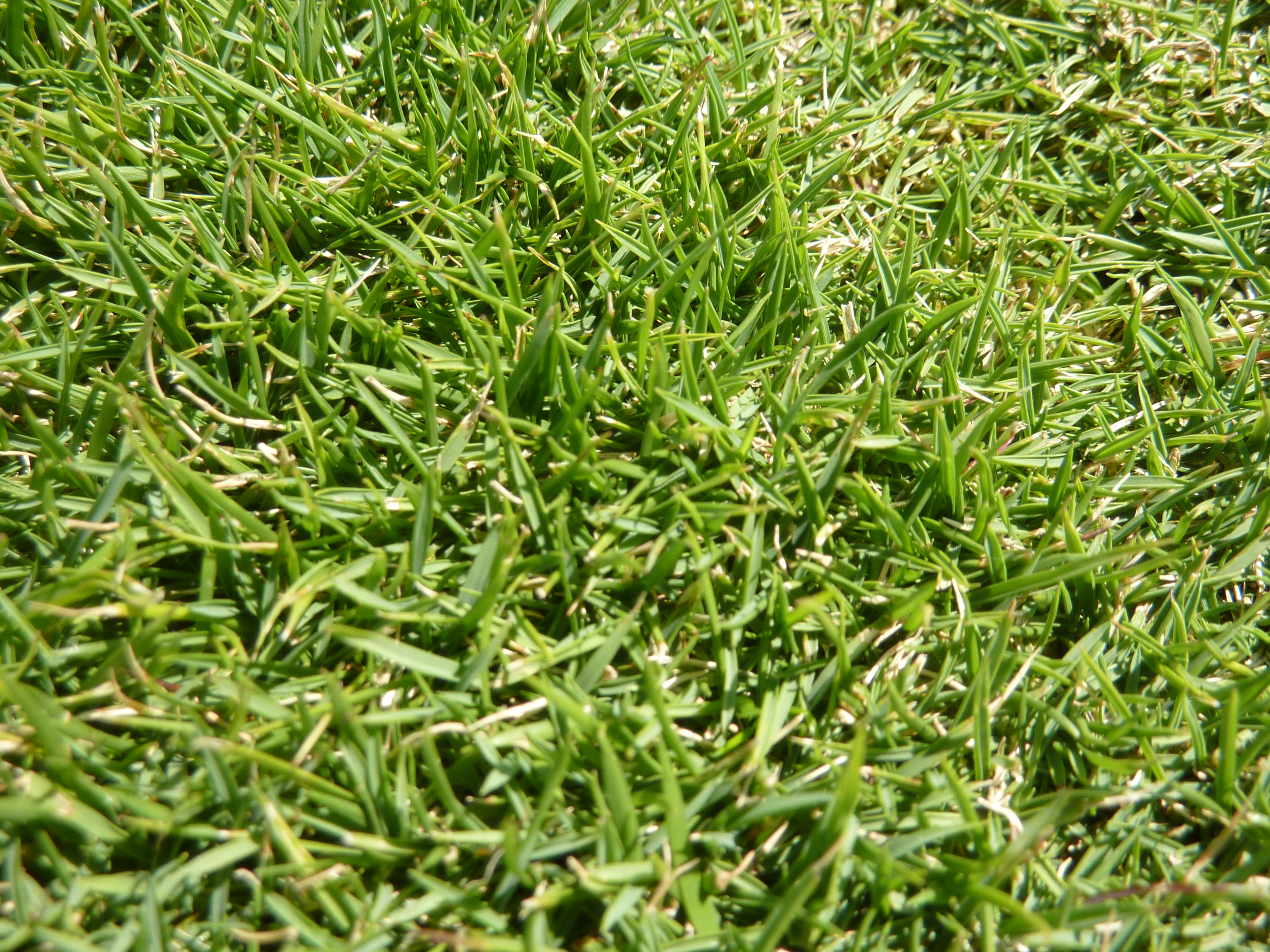
Feuillage de Zoysia Tenuifolia
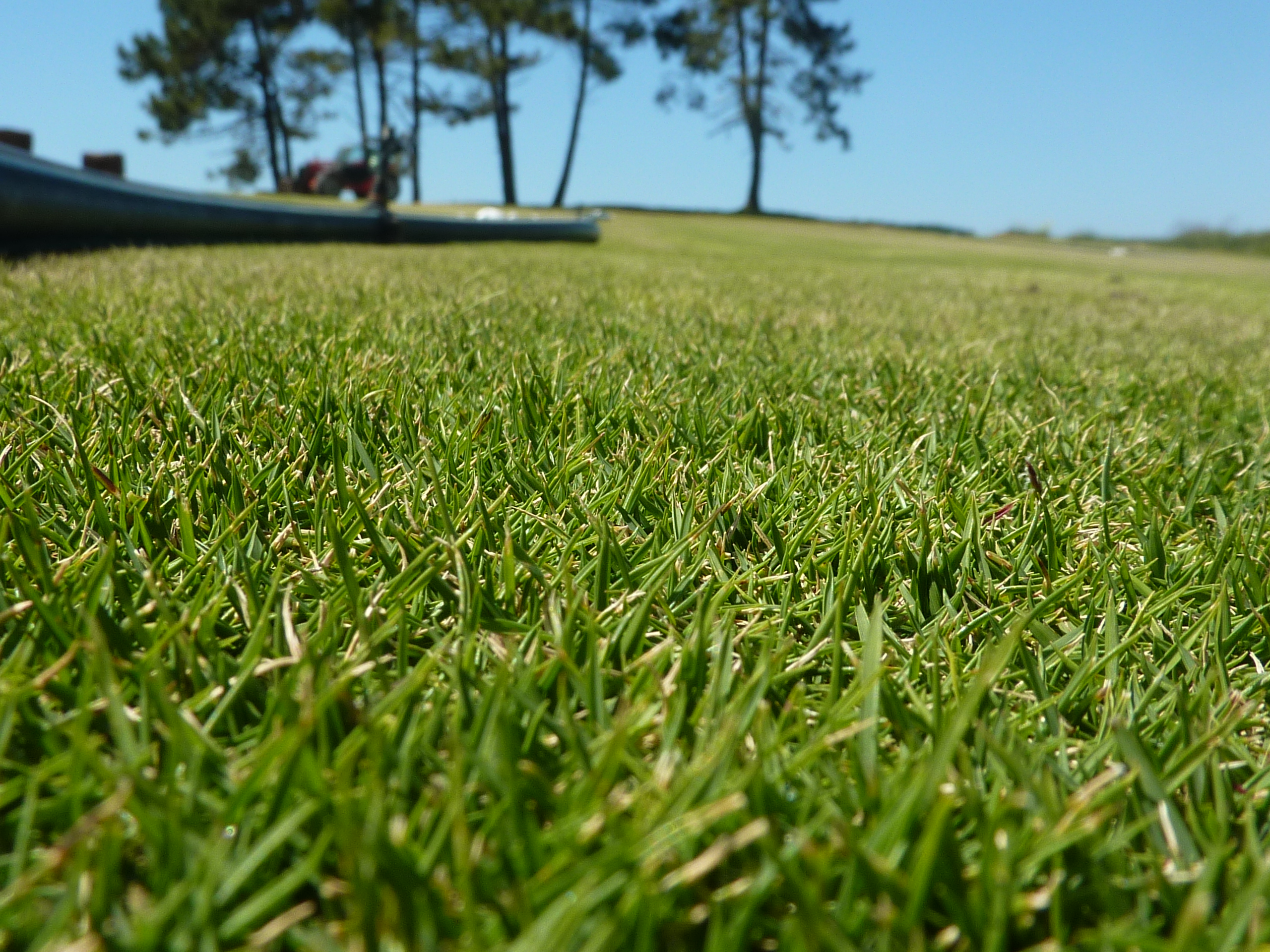
Aspect de Zoysia Tenuifolia